# Arugella heterodonta
Arugella heterodonta is een vlokreeftensoort uit de familie van de Lysianassidae. De wetenschappelijke naam van de soort is voor het eerst geldig gepubliceerd in 1936 door Pirlot.